# Гонцкевич, Евгений Иосифович
Евге́ний Ио́сифович (Осипович) Гонцке́вич (Гонскевич) (3 (15) февраля 1876, Брянск — 25 декабря 1956, Кормей-ан-Паризи) — русский архитектор и живописец.

## Биография
Родился в Брянске, приехал учиться в Санкт-Петербург. После окончания учебы в институте Гражданских инженеров в 1900 году поступил вольнослушателем в архитектурную мастерскую Л. Н. Бенуа в Императорской Академии художеств. Одновременно посещал живописную мастерскую И. Е. Репина. 6 сентября 1904 года получил звание художника-архитектора за проект дворца наместника Его Императорского Величества на Дальнем Востоке.
C 1900 года руководил земельно-строительным акционерным обществом «Е. Гонцкевич и К°». Владел лесопильным заводом в Старой деревне (Санкт-Петербург). В 1916—1917 годах был членом совета Санкт-Петербургского частного коммерческого банка.
Осуществил ряд построек в стиле модерн и неоклассицизм в Санкт-Петербурге. Строил также в Ревеле.
После революции эмигрировал во Францию, жил в Париже. Зарабатывал живописью, писал портреты, участвовал в выставках. В 1954 году участвовал в выставке в Русском доме в Кормей-ан-Паризи.
Скончался 25 декабря 1956 года в Кормей-ан-Паризи, похоронен на местном кладбище.
Брат — художник-архитектор Александр Иосифович Гонцкевич (1880—1935, среди известных проектов — станция метро «Александровский сад» в Москве). Жена — актриса Суворинского театра Мария Эдуардовна Троянова (1884—1960).

## Проекты в Санкт-Петербурге
| Дата постройки | Адрес                                                                | Описание                                                                                              | Примечание | Изображение                | Статус                                               |
| -------------- | -------------------------------------------------------------------- | --- | --- | -------------------------- | ---------------------------------------------------- |
| 1902           | Казанская площадь, д. № 1 / Казанская улица, д. № 2                  | Доходный дом Кохендёрферов — Дом Общества морского, речного и сухопутного страхования от огня «Волга» | Надстройка и изменение фасадов. Совместно с К. К. Кохендёрфером                                                         | Доходный дом Кохендёрферов | памятник архитектуры (вновь выявленный объект) [ 6 ] |
| 1904           | Улица Академика Лебедева, д. № 14 / улица Комиссара Смирнова, д. № 2 | Доходный дом товарищества М. М. Подобедова и К° — Дом М. Е. Румшишского                               | Угловая часть | Дом М. Е. Румшишского      | памятник архитектуры (вновь выявленный объект) [ 6 ] |
| 1909—1912      | Лиговский проспект, д. № 63                                          | Доходный дом В. В. Маркозова                                                                          | | Лиговский пр., дом 63      | памятник архитектуры (вновь выявленный объект) [ 6 ] |
| 1912—1914      | Большой проспект Петроградской стороны, д. № 102                     | Доходный дом Е. И. Гонцкевича                                                                         | Начат Е. И. Гонцкевичем при участии С. Ю. Красовского в 1912 году, завершен А. Е. Белогрудом в 1914 году                | Дом Гонцкевича             | Объект культурного наследия № 7801075000             |
| 1913—1914      | Улица Куйбышева, д. № 25                                             | Особняк Т. В. Белозерского                                                                            | Перестройка существовавшего здания. Все работы провела строительная контора Е. И. Гонцкевича, автор проекта — А. А. Оль | Особняк Т. В. Белозерского | Объект культурного наследия № 7801087000             |